# Колрејн (Северна Каролина)
Колрејн (енгл. Colerain) град је у америчкој савезној држави Северна Каролина.

## Демографија
По попису из 2010. године број становника је 204, што је 17 (-7,7%) становника мање него 2000. године.
| Група             | 2000.       | 2010.       |
| Белци             | 204 (92,3%) | 180 (88,2%) |
| Афроамериканци    | 6 (2,7%)    | 13 (6,4%)   |
| Азијати           | 0 (0,0%)    | 0 (0,0%)    |
| Хиспаноамериканци | 9 (4,1%)    | 10 (4,9%)   |
| Укупно            | 221         | 204         |